# مصطفی مشعل
مصطفی مشعل (عربی: مصطفى طارق مشعل؛ زادهٔ ۲۸ مارس ۲۰۰۱) بازیکن فوتبال اهل قطر است.
از باشگاه‌هایی که در آن بازی کرده‌است می‌توان به باشگاه ورزشی السد اشاره کرد.
وی همچنین در تیم‌های ملی فوتبال زیر ۲۳ سال قطر و قطر بازی کرده‌است.